# Comino

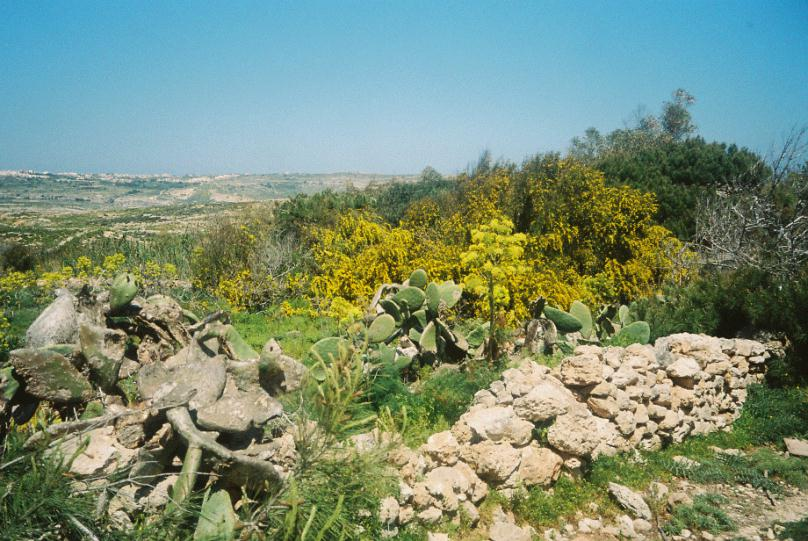
Cominos landskap.

Comino är en av Maltas tre bebodda öar. Den permanenta befolkningen uppgår dock endast till fyra personer. Maltas tredje största ö med en area på 2 km². 
St. Mary's Tower, ett torn byggt av Malteserorden 1618 finns på öns sydöstra sida. Denna typ av torn byggdes för att användas som varningssystem vid en invasion. Idag är tornet ett turistmål.
Ett annat populärt turistmål är den blå lagunen som med sitt klara cyanfärgade vatten är populärt bland dykare.
Man kan simma eller ta båttaxi till grannön Cominito.
Man kan endast ta sig till Comino genom att boka båt från Marfa i norra Malta eller genom att åka båttaxi från Gozo.
Comino har ett hotell men saknar bankomat.
|  |  |